# دی‌متیل‌گلیسین
دی‌متیل‌گلیسین (به انگلیسی: Dimethylglycine) مشتق شده از آمینو اسید گلیسین با فرمول شیمیایی C۴H۹NO۲ یک ترکیب شیمیایی با شناسه پاب‌کم ۶۷۳ است. که جرم مولی آن ۱۰۳٫۱۲ g/mol می‌باشد.
هنگامی که DMG اولین بار کشف شد، به عنوان ویتامین B16 معرفی شد، اما، برخلاف ویتامین B واقعی، کمبود DMG در رژیم غذایی به هیچ اثرات بدی (بیماری یا نارسایی) منجر نمی‌شود بلکه توسط بدن انسان در چرخه اسید سیتریک (کربس) سنتز می‌کند. به این معنی که تعریف یک ویتامین را برآورده نمی‌کند.
اما DMG برای استفاده به عنوان یک مکمل ورزش قهرمانی، سیستم ایمنی، و برای درمان اوتیسم، صرع یا بیماری میتوکندری پیشنهاد شده است. مطالعات منتشر شده در این موضوع کمی تفاوت بین درمان DMG و دارونما را در اختلالات طیفی اوتیسم نشان داده‌اند.